# یواس‌اس ویلیس (دی‌ئی-۳۹۵)
یواس‌اس ویلیس (دی‌ئی-۳۹۵) (به انگلیسی: USS Willis (DE-395)) یک کشتی بود که طول آن ۳۰۶ فوت (۹۳ متر) بود. این کشتی در سال ۱۹۴۳ ساخته شد.